# Hittegolven in Europa (2019)
De zomer van 2019 bracht drie hittegolven in Europa. Eind juni 2019 trad zeer warm weer op. De temperaturen stegen op veel plaatsen tot rond 40 °C, met in Frankrijk een nieuw warmterecord van 46,0 °C. Als geheel was deze junimaand in Europa de warmste sinds het begin van de waarnemingen.
Tegen eind juli begon een tweede hittegolf tijdens welke records werden gebroken in Duitsland, Nederland, België en Luxemburg. Eind augustus werd er opnieuw een landelijke hittegolf gemeten in Nederland en België.

## Verloop van de hittegolven

### Juni
Oorzaak van deze hittegolf was een standvastig hogedrukgebied boven Europa en een langzaam bewegend lagedrukgebied op de Atlantische Oceaan. Het lagedrukgebied was rond 18 juni bij Newfoundland ontstaan en kwam tot tegen het eind van de maand voor het Iberisch Schiereiland en Engeland te liggen. Hierna trok het over Scandinavië naar het oosten weg.
Met een stevige zuidwestelijke hoogtestroming bewoog zich vanaf 25 juni een rug van hogedruk vanuit het Azorenhoog naar het Noordzeegebied, waar zich een afzonderlijk hogedrukgebied ontwikkelde. Vervolgens trok dit hogedrukgebied via West- en Midden-Europa naar het zuidoosten. Daardoor bewoog zich vanaf 23 juni hete lucht uit de Sahara naar Spanje en Zuid-Frankrijk; tegen het eind van de maand bereikte deze lucht het Oostzeegebied. Tussen het eerdergenoemde lagedrukgebied en nog een ander bij de Zwarte Zee was er boven Europa tijdelijk sprake van een omegablokkade.
| Land                                             | °C   | Plaats                    | datum   | Vorig record                                                               |
| ------------------------------------------------ | ---- | ------------------------- | ------- | -------------------------------------------------------------------------- |
| Frankrijk                                        | 46,0 | Vérargues                 | 28 juni | R (44,1 Conqueyrac,12 augustus 2003)                                       |
| Spanje                                           | 43,4 | Lleida                    | 29 juni |                                                                            |
| Italië                                           | 39,9 | St. Martin i.P.           | 27 juni |                                                                            |
| Duitsland                                        | 39,6 | Bernburg/Saale            | 30 juni | J (38,6 Coschen, Bad Muskau 26 juni; daarvoor 38,5 Bühlertal 27 juni 1947) |
| Andorra                                          | 39,4 | Borda Vidal Erill la Vall | 28 juni | R (38,5 °C Andorra, 16 juli 2005)                                          |
| Tsjechië                                         | 38,9 | Doksany                   | 26 juni | J (38,2 Brno-Žabovřesky, 22 juni 2000)                                     |
| Polen                                            | 38,2 | Radzyń                    | 26 juni | J (38,0 Wrocław, 27 juni 1935)                                             |
| Oostenrijk                                       | 38,1 | Hermagor                  | 27 juni |                                                                            |
| Zwitserland                                      | 37 0 | Sion                      | 30 juni |                                                                            |
| Nationaal record: R … Jaarrecord, J … Junirecord |      |                           |         |                                                                            |

De temperaturen bereikten op 28 juni met 46,0 °C in het Zuid-Franse departement Hérault in Vérargues een absoluut record voor Frankrijk; het werd 45,9 °C in het naburige Gard in Gallargues-le-Montueux. Het vorige record bedroeg 44,1 °C in Conqueyrac, in augustus 2003. Frankrijk was daarmee het 7e land in Europa waar een temperatuur boven 45 °C is gemeten.
Ook Andorra haalde met 39,4 °C in Borda Vidal op de 28e een nieuw warmterecord. (het oude record bedroeg 38,5 °C in Andorra La Vella, juli 2005).
Nieuwe records voor juni werden ook gemeld uit Spanje, Zwitserland, Duitsland en Oostenrijk. Ook de nachtelijke minima bereikten op een aantal plaatsen nieuwe hoogste waarden ooit.
Een verdere bijzonderheid waren de abnormaal hoge waarden in hoger gelegen gebieden, zowel in de Pyreneeën als in de Alpen. Davos (Graubünden, hoogte 1596 meter) meldde een nieuw record van 29,8 °C op de 26e (hoogste tot dan 29,3 °C). De Schmittenhöhe (Salzburg, hoogte 1956 m.) 25,0 °C op de 27e (tot dan 24,6 °C.) St. Martin in Passeier (Noord-Italië, hoogte 586 m.) had op dezelfde dag 39,9 °C.
Begin juli werd de warme lucht teruggedrongen naar het Middellandse Zeegebied, met nog enkele zeer warme dagen in het Balkangebied. Het einde van de hittegolf bracht in Frankrijk zwaar onweer, in Oostenrijk hagelschade, evenals rond 10 juli in Spanje, Italië en Griekenland, toen de koudere lucht daar doordrong.
Begin juli was het minder stabiel en koeler.
|  |  | Hoogst bereikte maxima en afwijking van normaal 23–29 juni 2019: Binnendringen Saharalucht vanuit het zuidwesten.                                                  |
|  |  | Hoogst bereikte maxima en afwijking van normaal 30 juni – 6 juli 2019: De warmte verplaatst zich naar Noordoost-Europa en wordt daarna naar het zuiden verdrongen. |

### Juli

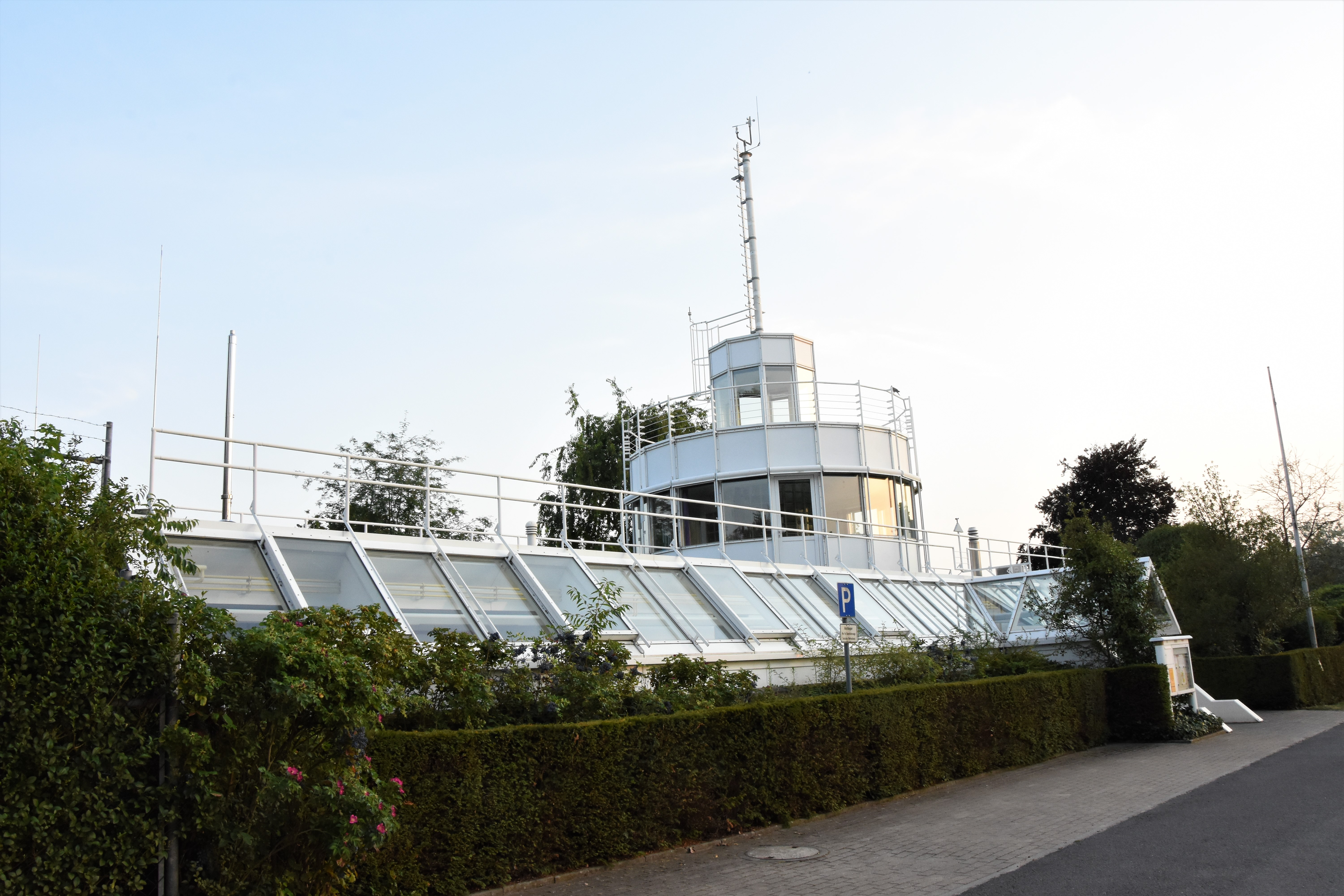
DWD-Weerstation Lingen op 25 juli 2019 kort na het temperatuurrecord

Het laatste deel van juli werd gekenmerkt door enkele Atlantische lagedrukgebieden die naar het noordoosten trokken. Met opnieuw een zuidwestelijke stroming begon rond 18 juli in Spanje een nieuwe hitteperiode, en er vormde zich een stabiel hogedrukgebied boven Midden-Europa. Rond 22 juli vormde zich een Omega-blokkade. Het stromingspatroon in de hogere luchtlagen heeft daarbij een vorm die lijkt op de Griekse letter Ω. In het hoog boven Europa bevond zich hete droge lucht uit Noord-Afrika, ingesloten tussen de lage druk boven de oceaan en een ander lagedrukgebied boven westelijk Rusland, waar het koel was.
In Spanje en Frankrijk werd al op 23 juli op veel plaatsen boven 40 °C gemeten. De dagen erna werd het nog warmer.
Meerdere nationale weerdiensten meldden nog nooit eerder gemeten hitterecords:
- In Duitsland meldde Lingen in Nedersaksen op 25 juli 42,6 °C; de dag ervoor was het in Geilenkirchen bij Aken 40,5 °C. Het vorige Duitse record was 40,3 °C in Kitzingen (2015). De locatie van het weerstation (in de stad Lingen) is echter niet geheel vergelijkbaar met andere plaatsen.[23]
- In Nederland werd op de 25e in Gilze-Rijen 40,7 °C gemeten; de dag ervoor werd het 39,3 °C in Eindhoven. Het vorige record was 38,6 °C in Warnsveld, augustus 1944).[24]
- België bereikte op de 25e de waarde van 40,2 °C in Liège-Angleur; op de 24e 39,9 °C in Kleine-Brogel. Het oude record bedroeg 38,8 °C in Ukkel, juni 1947. In Begijnendijk werd op dezelfde dag 41,8 °C.[25]
- In Luxemburg werd 39,0 °C gemeten op Findel-Aéroport op 25 juli.
- In Engeland werd op de 25e juli in de botanische tuin van de Universiteit van Cambridge het record uit augustus 2003 van Faversham (38,5 °C) met 38,7 °C overtroffen.[26]
- In Frankrijk bereikte Parijs op 25 juli met 42,6 °C de Europese recordwaarde voor deze hittegolf (meetstation Montsouris).[22][27]
- Zwitserland werd slechts zijdelings geraakt door de hittegolf; toch tekenden enkele meetstations nieuwe records op: Buchs bij Aargau 37,0 °C; Scuol 33,8 °C; Sion 38,0 °C; de berg Moléson (hoogte 1976 m.) 26,4 °C.[28]
- In het weekend van 27/28 juli verplaatste het zwaartepunt van de warmte zich naar Scandinavië. Helsinki Kaisaniemi bereikte op 28 juli een temperatuur van 33,2 °C; de hoogste sinds het begin van de waarnemingen in 1844.[29] De hoogste temperatuur ooit in Bergen, Noorwegen, was 33,4 °C op 26 juli 2019.[30]
- In Rusland was juli te koud: Smolensk, St. Petersburg en Moskou rapporteerden maandtemperaturen die 2,2 tot 2,5 graden onder normaal lagen. Dit in tegenstelling tot juni, toen het daar ook te warm was met 2,6 tot 3,2 graden boven normaal.[31]

|  | Weerkaart 23 juli, 6 UTC en maxima van 24 juli 2019: Hogedruk boven Midden-Europa als uitloper van een Saharahoog boven Noord-Afrika. Boven de oceaan komt langzaam een lagedrukgebied dichterbij, dat de zuidelijke winden over West-Europa nog zal versterken. (KMNI / NOAA-NWS-CPC) |
|  | |

### Augustus
Op 27 augustus stelde het KNMI officieel een nieuwe landelijke hittegolf vast in Nederland. Het was de vierde keer sinds de metingen begonnen in 1901 dat er twee keer in een jaar een landelijke hittegolf was. Dezelfde dag stelde het Koninklijk Meteorologisch Instituut van België (KMI) de derde hittegolf in 2019 in België vast. Het was nog maar één keer eerder, in 1947, gemeten dat er drie hittegolven in één jaar waren geweest.

### Klimatologie

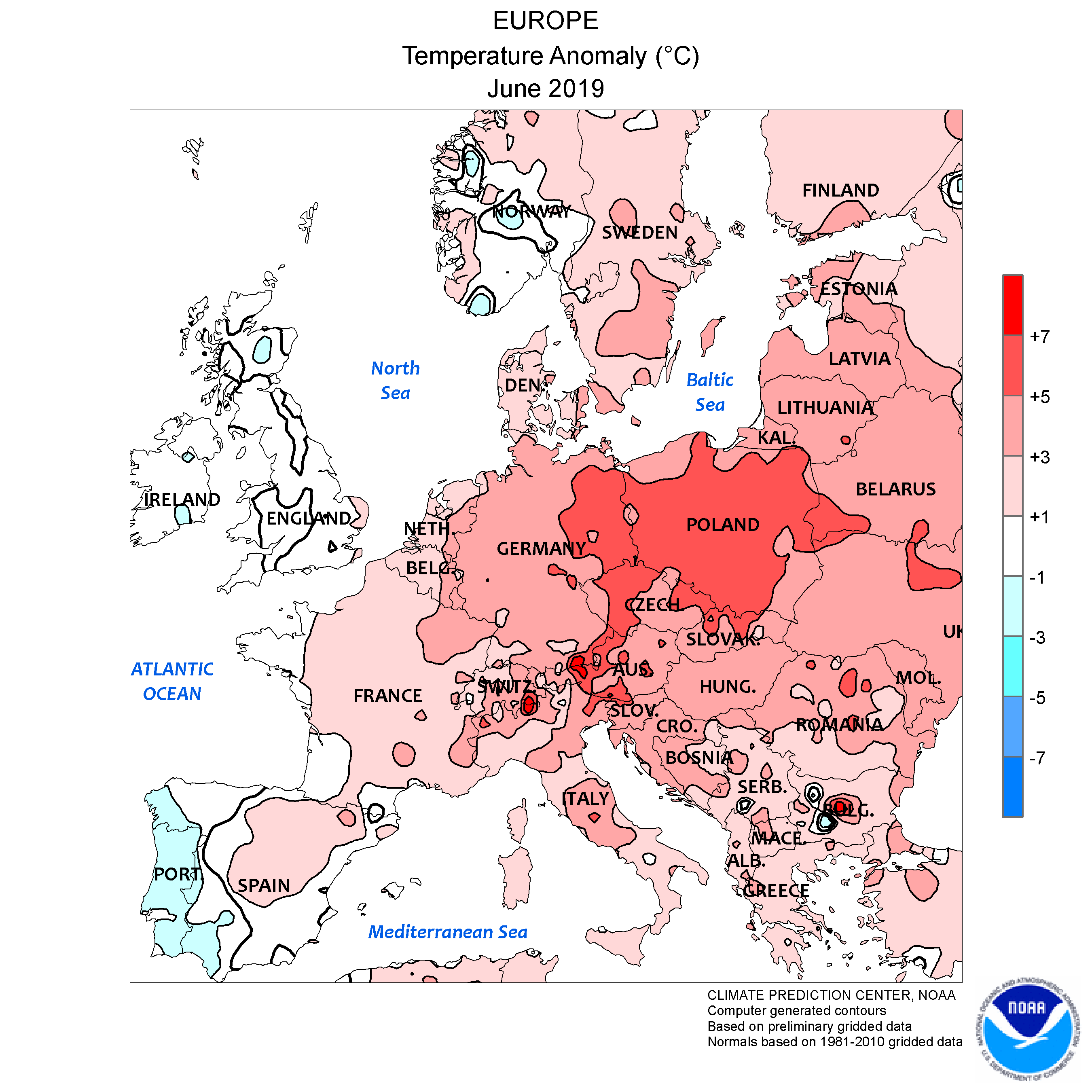
Temperatuurafwijking van normaal, juni 2019: voor de maand als geheel is de afwijking het grootst in Oost-Europa

Het begin van juni was al ongewoon warm; de hele maand hadden zuid- tot zuidwestenwinden de overhand. Daardoor was juni in grote delen van West- en Midden-Europa de warmste maand sinds het begin van de metingen, 1 graad warmer dan het vorige record van juni 1999. In Letland was het de warmste juni sinds 1924. In Zwitserland was het de op een na warmste juni, na 2003. Eveneens opmerkelijk was de geringe nachtelijke afkoeling; zo had de binnenstad van Wenen in juni 13 tropennachten waarbij het warmer bleef dan 25 °C.
De laatste junidagen lag de temperatuur in sommige gebieden rond 10 graden boven het langjarig gemiddelde, vooral in Frankrijk, het noorden van Spanje, Noord-Italië Zwitserland, Westelijk Oostenrijk en Zuid-Duitsland en Tsjechië.
Met een duur van 7 dagen (op veel plaatsen nog wat langer) behoort deze periode bij de top vijf tot tien, van de langjarige waarnemingsgeschiedenis.
Ook wereldwijd was juni de warmste ooit, 0,1 °C warmer dan juni 2016. Zoals alle hittegolven van de laatste jaren wordt ook deze in verband gebracht met klimaatverandering en de opwarming van de Aarde.

## Gevolgen

### Droogte en bosbranden

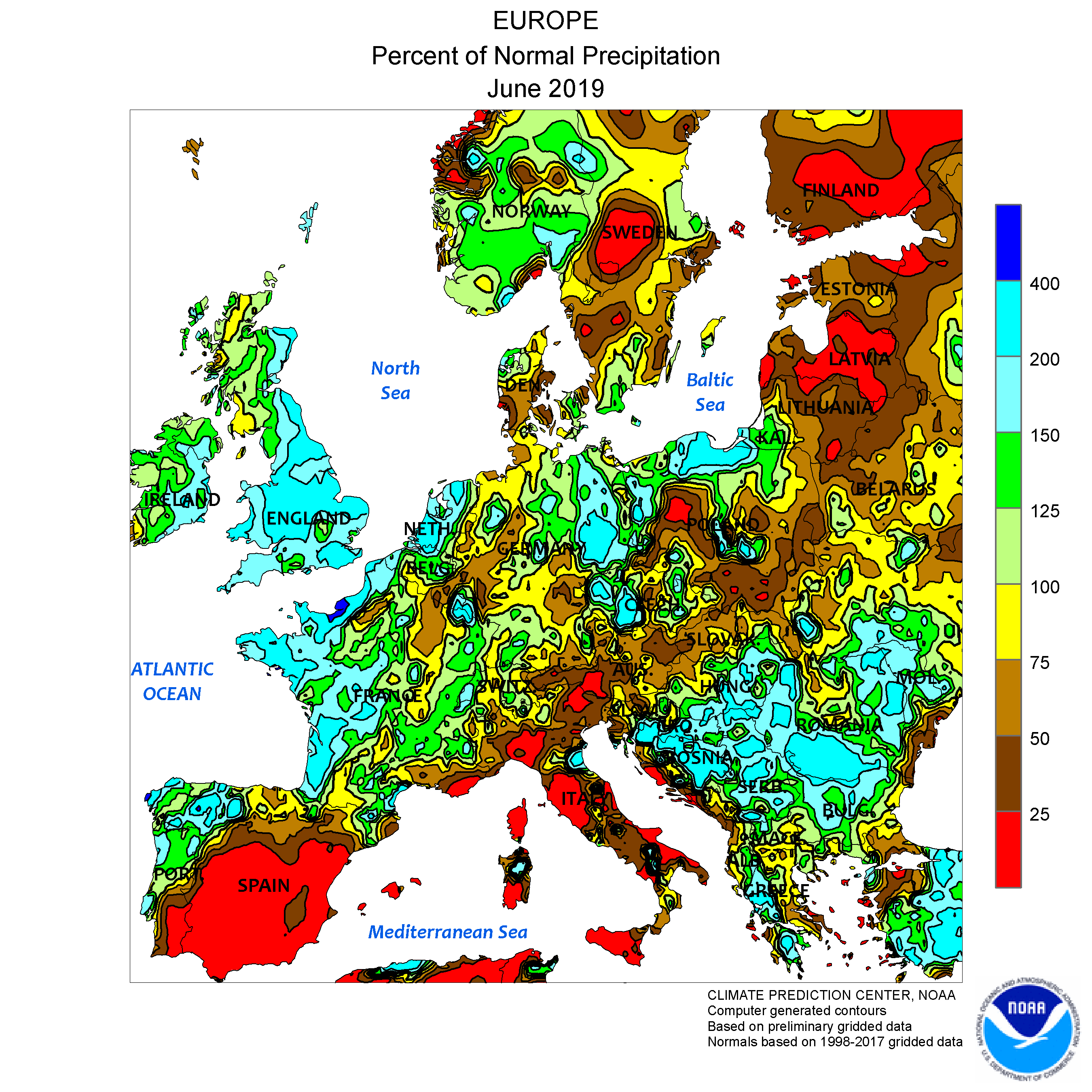
Neerslagafwijking van normaal juni 2019
(rood-bruin: te droog, groen-blauw: te nat)

In het zuidwesten van Europa ging de hitte samen met een ernstige droogte. In het midden van Europa had zich de situatie na een aanvankelijk te droog voorjaar, (aansluitend aan de droogte van 2018 in Europa) verbeterd, na een plaatselijk verregende meimaand. In een gebied van Spanje via Noord-Italië naar de Baltische staten, en een gebied van noordoost Frankrijk naar Zweden viel in juni bijna geen regen. In Nederland was het in juni in het westen en midden van het land veel te nat; in juli was het grootste deel van het land te droog, met in het noordoosten gebieden met minder dan 20 mm wat slechts rond 25% van normaal is.
Er kwamen veel grote bosbranden voor, zoals in Noord-Spanje (bij Almorox in de regio Madrid, nabij Toledo, en in Catalonië) in Zuid-Frankrijk (Département Gard), en in Duitsland (met name bij Lübtheen in Mecklenburg-Vorpommern).
Plaatselijk was ook buiten het Middellandse Zeegebied – waar vooral in Spanje de droogte inmiddels een langdurig probleem geworden is – sprake van een watertekort, zoals in Brandenburg.

### Maatregelen
In Frankrijk werden beide afdelingen van de Kerncentrale Golfech stilgelegd, omdat de Garonne te weinig water bevatte dat bovendien te warm was. De kerncentrale Saint-Alban aan de Rhône heeft de productie van beide reactors verlaagd; de kerncentrale Bugey deed dat bij een van de reactors. In Frankrijk geldt de voorwaarde dat het weer in de rivier geloosde koelwater maximaal 28 graden mag zijn.
De Franse spoorwegen maakten op 24 juli bekend dat spoorrails wegens de hitte mogelijk konden vervormen. Reizigers werd aangeraden hun reis uit te stellen. De Schweizerischen Bundesbahnen (SBB) konden tijdelijk enkele trajecten niet gebruiken. De Österreichischen Bundesbahnen (ÖBB) verfde als test de wissels wit.